# Софроний (Оцел)
Епископ Софроний (рум. Episcop Sofronie, в миру Сильвестру Оцел рум. Silvestru Oțel; род. 12 июня 1963, Апа-Асэу, Бакэу) — архиерей Православной старостильной церкви Румынии, епископ Сучавский.

## Биография
Родился 12 июня 1963 года в селе Апа-Асэу в жудеце Бакэу, в семье священнослужителя и в крещении получил имя Сильвестр. Будучи воспитанным в вере и благочестии, поступил в братию Слэтьоарского монастыря, где его духовным наставником стал иеромонах Герман. Через девять месяцев монастырских послушаний, митрополит Гликерий (Тэнасе) постриг его в рясофор, а через несколько лет — в монашество с именем Софроний.
Через три года после монашеского пострига, в Вербное воскресение, был рукоположен митрополитом Сильвестром (Онофреи) в сан иеродиакона, а в Крестопоклонное воскресенье 1992 года был рукоположен в сан иеромонаха. В Слэтьоарском монастыре был возведён в достоинство архимандрита.
В 1995 году в соборе Слэтьоарского монастыря был рукоположен в сан епископа Сучавского. Хиротонию совершили: митрополит Слэтьоарский Власий (Могырзан), епископ Нямецкий Демосфен (Йоницэ), епископ Бакэуский Геннадий (Георге) и епископ Вранчейский Пахомий (Морарь). Является наместником Слэтьоарского монастыря, осуществляя пастырскую деятельность как на территории Румынии, так и в других странах.
Является приверженцем византийского пения. В монастыре им координируется деятельность певческой группы «Schimbarea la Faţă» (руководитель священник Андрей Онофреи).